# Julius von Blaul
Julius Blaul, seit 1906 Ritter von Blaul, (* 15. August 1853 in Frankenthal (Pfalz); † 26. Dezember 1930 in München) war Jurist und Regierungspräsident von Mittelfranken in Ansbach.

## Leben
Blaul studierte 1873 bis 1877 Rechtswissenschaft in Tübingen, Erlangen und Berlin, trat 1880 in den bayerischen Staatsdienst, wirkte seit 1893 im Kultusministerium und war 1909 bis 1922 Regierungspräsident in Ansbach. Während seiner Tätigkeit im Kultusministerium als Referent für das gesamte technische Unterrichtswesen bemühte er sich unablässig, dieses aus einer gewissen Erstarrung zu lösen und auf die im Zeitalter der Naturwissenschaften und der Technik gebotene Höhe emporzuheben. So wurde zunächst die Technische Hochschule München durch Verleihung der Rektoratsverfassung und des Promotionsrechts sowie durch die Angliederung mehrerer wichtiger Institute zu einer mit den Universitäten gleichberechtigten wirklichen Hochschule ausgestaltet. Ganz besonders aber bewirkte Blaul den zeitgemäßen Ausbau der bis dahin zurückgesetzten Realschulen und in Verbindung damit eine Hebung der amtlichen und sozialen Stellung ihres Lehrerstandes. Den Schlussstein der Reformtätigkeit Blauls bildete 1907 die Errichtung der Oberrealschulen, mit denen den humanistischen Gymnasien in Bayern eine zum Besuch der Hochschulen berechtigende neuzeitliche Bildungsanstalt an die Seite gesetzt wurde. Neben seiner ministeriellen Tätigkeit wirkte Blaul auch als Dozent für Staats- und Völkerrecht an der Bayerischen Kriegsakademie. Noch als Regierungspräsident von Mittelfranken wendete er den gewerblichen Fortbildungs- und den technischen Fachschulen seines Regierungsbezirks seine Fürsorge zu. Es gelang ihm in den kritischen Tagen von 1918 und in den nachfolgenden unruhevollen Zeiten, die Verwaltung in Ordnung zu halten, alle auf eine politische Zersplitterung des bayerischen Staates gerichteten Bestrebungen abzuweisen.